# 洪栄龍
洪 栄龍（こう えいりゅう、1947年10月7日 - ）は日本のギタリスト。東京都世田谷区で生まれる。父は台湾人、母は日本人。洪家のルーツは敦煌にまで溯るといわれている。

## 来歴

### 乱魔堂解散まで
1967年、日本大学芸術学部在学中に竹田和夫らとツインリードのハードロックバンド＝ビッキーズを結成。ビッキーズは数年で発展的解消した。
1969年にブラインド・レモン・ジェファーソンを結成、プロデビューする。主にシカゴ・ブルースを演奏した。
1970年、布谷文夫、センチメンタル・シティ・ロマンスの告井延隆らとともにDEWを結成したが、翌年には脱退した。
1971年、乱魔堂を結成。初代メンバーは、松吉久雄（ボーカル）、洪栄龍（ギター）、猿山幸夫（ベース）、矢島敏郎（ドラム）。日本語のロックを標榜したそのバンドの姿勢とプレイは大きく注目され、以降の日本のロックミュージックシーンに大きな指針を示したとされる。日比谷野外音楽堂で開催された『ROCK DAY』や『第3回全日本フォークジャンボリー』などに出演、ギタリスト洪栄龍の名前は一気にオーバーグラウンドに躍り出た。
1972年、アルバム「乱魔堂」を発表。その後メンバーチェンジを繰り返しさまざまな音楽性を模索したが、この年の年末に突如解散した。
1973年、スラッピー・ジョー、洪栄龍＆グローリー・バンドを結成。遠藤賢司や加藤登紀子のレコーディングに参加。その他、中山ラビ、亀渕友香、石川セリ、西岡恭蔵、小室等、山崎ハコ、小坂忠など数多くのミュージシャン達とセッションした。
1975年、セッション活動を続ける傍ら、初のソロアルバム「目覚まし時計」を発表。
1982年、突如沈潜した。表舞台を降り、プロデューサー業、後進の指導など音楽スタッフとしての活動にそのエネルギーを注いだ。

### 沈潜からの復活 〜 現在
1997年、自身のアイデンティティの模索が新しい音楽の創造へと結びつき、20余年ぶりに2枚目のソロアルバム「天地洪荒」を発表。ギターという楽器の持つ能力を極限まで引き出すことで成し得たインストゥルメンタルメッセージアルバムは高い評価を受けた。
2000年、中国伝統楽器（北京録音）の導入も含めたアルバム「大河滔滔」を発表した。
2005年、埼玉県狭山市で開催された『ハイドパーク・ミュージック・フェスティバル』に参加した。
2006年、きたがわてつのサポートギターとして中国西域へツアー中、敦煌・月牙泉の楼閣で念願だった「天地洪荒」のソロ演奏を果たした。
2007年、5月に開催された『春一番 (コンサート)』に、「朴保 with 洪栄龍」として出演した。 
2009年、アルバム「In My Life」通常盤とインスト盤の2種を発表した。
2018年3月、全編ギターのインプロビゼーションによるインストゥルメンタルアルバム「乱魔童 〜Magical force」を発表した。
現在はギタリストとしてのセッション活動やアルバムプロデュース、劇団の音楽監督、プレイングインストラクターなどの他、ギター、ウクレレなどの楽器開発など、プレイヤーの枠を超えた活動も行なっている。

## エピソード
- 布谷文夫、大瀧詠一らとタブーというバンドを結成したと言われているが、洪自身はタブーには参加していないと公言している。[4]

## ディスコグラフィ

### 乱魔堂名義
- 乱魔堂 1972年 ポリドール
- 1971 SUMMER 1989年 URC/キティ

### 洪栄龍名義
- 目覚まし時計 1975年 ポリドール
- 天地洪荒 1997年 ミディ
- 大河滔滔 2000年 ミディ
- In My Life 2009年 ミディ
- 乱魔童 〜Magical force 2018年 ミディ

## 書籍
- アコースティックギター弾き語りマスター 1998年 ドレミ楽譜出版社
- ギターパーフェクトコードブック 1998年 ドレミ楽譜出版社
- フラット・マンドリン教本 1998年 ドレミ楽譜出版社
- ウクレレ・コード/早わかり 1998年 ドレミ楽譜出版社
- ウクレレコード・ダイアグラム 1998年 ドレミ楽譜出版社
- ハープマスター名曲集 1998年 ドレミ楽譜出版社
- ブルーズギターのコツ 1998年 シンコーミュージック
- ロックギター/早わかり 2002年 ドレミ楽譜出版社
- パーフェクトギターコードフォーム 2004年 ドレミ楽譜出版社
- ウクレレ・コード/早わかり 2011年 ドレミ楽譜出版社